# Bondbröllop
Bondbröllop är en oljemålning av den flamländske renässanskonstnären Pieter Bruegel den äldre. Den målades omkring 1568 och är utställd på Kunsthistorisches Museum i Wien.
Brugels kallades Bondebruegel och målade ett stort antal myllrande folklivsskildringar, brett upplagda och rika på såväl figurer som detaljer. Skildringarna är ofta livfullt berättande, ibland burleska men utan satiriska överdrifter, till exempel Nederländska ordspråk (1559), Striden mellan fastlagen och fastan (1559) och Bonddans (1568). 
Bondbröllop är en realistisk genremålning som skildrar ett enkelt flamländskt 1500-talsbröllop. På en gångjärnsförsedd dörr bärs enkla gröträtter in till de församlade bröllopsgästerna. Bruden sitter framför en grön baldakin som hängts upp inne i en lada. Brudgummen är svårare att identifiera; möjligen deltar han inte i festligheterna i enlighet med äldre flamländsk sed. Längst till höger samtalar en franciskanermunk, möjligen personen som vigt de gifta, med en välklädd adelsman vars hund gömmer sig under bordet. Övriga gäster är enkla människor, tunga i kroppen och tröga, men själva deras grovhuggenhet skänker dem en sällsam värdighet. De är målade i släta färgytor med minimal modellering och utan slagskuggor.
Målningen införlivades i de kejserliga samlingarna 1594 efter att den habsburgske prinsen Ernst av Österrike förvärvat den i Bryssel i samband med att han utnämndes till guvernör i Spanska Nederländerna. Han förvärvade ett flertal tavlor och är anledningen till att Kunsthistorisches Museum idag äger världens största samling av Bruegels verk – sammanlagt 14 stycken.
Konstnärens son Pieter Brueghel den yngre är främst känd för sina kopior av faderns verk. En av dessa är en version av Bondbröllop från omkring 1616 som ingår i samlingarna på Museum voor Schone Kunsten i Gent. Sonens version är i stor utsträckning identisk med faderns, men med tillägget av ett kärlekspar på höloftet högst upp till vänster. En annan omdiskuterad skillnad är den "mystiska tredje foten". I faderns målning tycks den främre (av de två män som bär ut mat) rödklädda mannen i förgrunden ha en tredje fot. I sonens målning har foten eliminerats.